# 吴昕
吴昕（1983年1月29日—），辽宁沈阳人，中国大陆女演员、主持人。毕业于大连外国语大學。擔任湖南卫视的《快乐大本营》等節目主持。因参加选秀节目而加入湖南台，从此走上演艺道路。

## 節目

### 电影
- 2012年《快樂到家》
- 2014年《北回归线》
- 2017年《仙球大戰》

### 电视剧
- 2011年《倾世皇妃》
- 2014年《懂小姐》
- 2017年《深夜食堂》饰 伊麗莎伯
- 2019年《爱上北斗星男友》(網絡劇)饰 蔡舒萌
- 2019年《推手》饰 曹菲
- 2020年《雷霆战将》饰 张芸
- 2023年《左耳》(2015年拍攝)饰 琳

### 綜藝節目
- 2006-2021年《快乐大本营》 固定主持人
- 2015年《极速前进2》
- 2016年《王牌对王牌》
- 2017年《我們相愛吧第三季》
- 2017年《二十四小时》
- 2018年《新舞林大會》固定綜藝
- 2018年《口红王子中国版》
- 2018年《明星大侦探4》参与第7期案件
- 2019年《我家那闺女》
- 2019年《拜托了冰箱第五季》
- 2019年《明星大侦探5》参与第6期案件
- 2020年《乘風破浪的姐姐》第4场公演淘汰，第5场公演复活+淘汰，与黄晓明和张萌主持第6场公演
- 2020年《元氣滿滿的哥哥》固定主持
- 2020年《非日常派對》
- 2021年《明星大侦探6》参与第5-6、10期案件
- 2021年《牛气满满的哥哥》固定主持
- 2021年《名侦探学院第5季》固定主持
- 2022年《大偵探第7季》参与了第2、5-7、11期案件
- 2022年《春日迟迟再出发》固定主持
- 2022年《毛雪汪》飞行嘉宾
- 2022年《名侦探学院第6季》第3期嘉宾
- 2023年《大侦探第8季》参与了第3、4、7、11、12期
- 2024年《大偵探第9季》參與了第3、5-8期案件